# حمض الهيبوريك
حمض الهيبوريك أو حامض الهيبوريك (بالإنجليزية: Hippuric acid) هو حمض كربوكسيلي ومركب عضوي يوجد في البول وهو مكون من توليفة من حمض البنزويك والغليسين. تزداد مستويات حمض الهيبوريك مع تناول المركبات الفينولية (مثل عصير الفواكه، الشاي والنبيذ). تُحوّل الفينولات أولا إلى حمض البنزويك ثم إلى حمض الهيبوريك لتطرح في البول.
يتبلور حمض الهيبوريك في موشورات معينية والتي تكون قابلة للذوبان في الماء بسهولة، درجة الذوبان 187 د° ويتفكك عند حوالي 240 د°. قد تشير التراكيز العالية من حمض الهيبوريك إلى تسمم التولوين، مع ذلك شكك العلماء في العلاقة لوجود متغيرات أخرى تؤثر على مستوى حمض الهيبوريك. حين يتم تناول العديد من المركبات العطرية مثل حمض البنزويك والتولوين فإنها تحول إلى حمض الهيبوريك بتفاعل قرن حيوي مع الحمض الاميني غليسين.

## تاريخ
أظهر يوستوس فون ليبيغ في 1829 أن حمض الهيبوريك مختلف عن حمض البنزويك وسماه باسمه الحالي، وفي 1834 حدّد مكوناته، وفي 1853 قام الكيميائي الفرنسي فيكتور ديسينز [الإنجليزية] باصطناعه بتفاعل كلوريد البنزويل مع ملح الزنك الخاص بالغليسين. وتم اصطناعه كذلك بتسخين أنهيدريد البنزويك مع الغليسين، وكذلك بتسخين البنزاميد مع حمض أحادي كلورو أسيتيك.

## التفاعل
يتضمن التركيب الحديث لحمض الهيبوريك أسيلة الغليسين مع كلوريد البنزويل في تفاعل شوتين-بومن [الإنجليزية]: